# Blang Teungoh (Panton Reu)
Blang Teungoh is een bestuurslaag in het regentschap Aceh Barat van de provincie Atjeh, Indonesië. Blang Teungoh telt 209 inwoners (volkstelling 2010).